# Eugen Müller

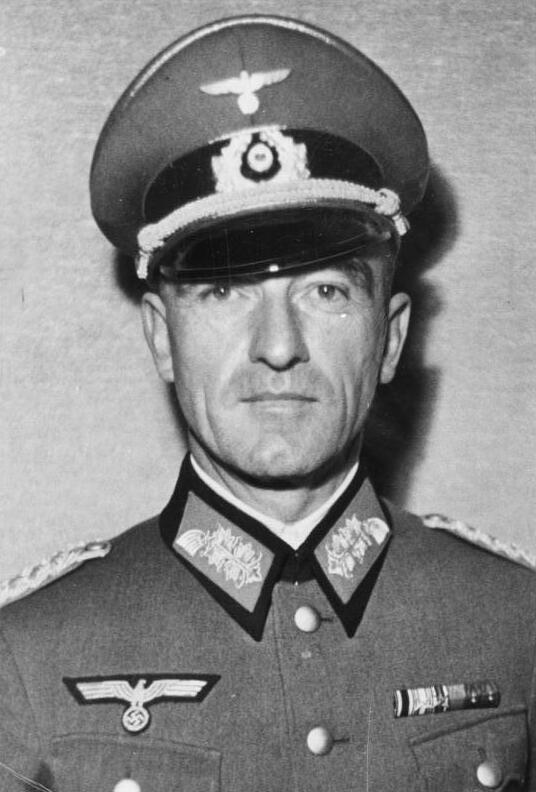
Teniente General Eugen Müller en mayo de 1939

Eugen Müller (Metz, Alsacia-Lorena, Alemania; 19 de julio de 1891 - Berlín; 24 de abril de 1951) fue un General de Artillería de la Wehrmacht, Jefe del Estado Mayor del OKW al mando de Franz Halder, jurista militar adjunto del OKH de la Wehrmacht durante la Segunda Guerra Mundial.

## Biografía
Eugen Müller nació en Metz en 1891, ingresó como cadete al Ejército Imperial de Baviera el 27 de julio de 1910, sirviendo en el Regimient Bothmer Vakant. En octubre de 1912 es ascendido a teniente.
Durante la Gran Guerra, Müller sirvió como oficial de artillería y al finalizar esta contienda ostentaba el rango de capitán siendo condecorado con la Cruz de Hierro de Segunda y Primera Clase.
Permaneció en el ejército del Reichswehr trabajando en el Ministerio de Defensa en Berlín. Entre 1927 y 1929 fue Jefe de Batería del 7.º Regimiento artillero de Würzburg siendo ascendido mayor en 1930 y formando filas en la 4.ª División de Ejército en Dresde.
Fue ascendido a teniente-coronel en 1933.  En 1935 fue ascendido a coronel (Obersleutnant). Entre 1937 y 1938 fue Jefe de Intendencia.
El 1 de septiembre de 1939 fue llamado a ocupar el cargo de Jefe del Estado Mayor del Ejército (OKH) bajo el mando del general Franz Halder.  Su jefe de gabinete fue el coronel Eduard Wagner.
En este cargo, Müller fue responsable de las operaciones militares y medidas militares contra la población civil en los territorios ocupados bajo su jurisdicción que incluía ejercer funciones de integrante de Cortes Marciales aplicando la justicia militar a quienes correspondiere en el ejército.  Müller además bajo sus atribuciones confirmó las penas de muerte de civiles en Gdansk, Polonia.
En 1940 fue ascendido a teniente-general, en septiembre de ese año Müller fue reemplazado por el coronel Wagner y pasó a formar parte del Estado Mayor del OKW como oficial de ayudante del Comando General del Ejército.  En 1941, Müller capacitó en materias penales a la oficialidad seleccionada respecto de la aplicación de las leyes marciales en territorio soviético previo al inicio de la Operación Barbarroja que involucraba a la población civil.
Halder en sus atribuciones daba la última palabra en cuestiones inherentes a la aplicación de la justicia militar y civil en territorio soviético.  
Müller firmó la Directiva N.º 516 referente a la Orden de los Comisarios que difería conductualmente de la Orden del Oberkommando OKW, N.º 44822 firmado por el general Walter Warlimont.
En junio de 1942 fue ascendido a General de Artillería.
Müller ejerció  funciones como jurista militar hasta el colapso del nazismo en 1945.
Se desconocen antecedentes de captura, juicio y liberación si es que la hubo, se sabe que falleció en Berlín en 1951 a los 60 años.